# 哈密國
哈密國（维吾尔语发音：Hamul、Qomul；蒙古语发音：Khamil，明朝沿用蒙语谐音Kumul亦称为哈密力），為1380年蒙古贵族創立的小國，在今中國新疆哈密地區境内興建。1406年，明成祖朱棣在此建哈密卫；正德年间为吐鲁番汗國所灭。

## 历史
哈密古称「昆莫」，塞人之地。
公元前2世纪初，稱伊吾盧，屬匈奴，為呼衍王王庭。東漢永平十六年（73年），明帝征匈奴取得伊吾盧，置宜禾都尉屯田。章帝時罷屯田，又歸匈奴。三國屬鮮卑西部。晉屬敦煌郡，置伊吾都尉。後前涼取之，仍置伊吾都尉。北魏置伊吾郡。後為西突厥佔據。隋大業六年（610年），煬帝派薛世雄攻取，建築新城，置伊吾郡，並號稱是新伊吾。隋末復為西突厥乘亂奪據。唐貞觀四年（630年），內附，置西伊州。貞觀六年（632年），置都督府，並改名伊州，下設伊吾、納職和柔遠三縣，其中今日的哈密當時即屬柔遠縣管轄。天寶初年，改為伊吾郡，不久又恢復原樣。廣德以後，失陷於吐蕃。五代為小月氏佔據，稱為胡盧磧。北宋雍熙以後，屬回鶻。耶律大石西遷後歸西遼。元屬畏吾兒，後在西域設别失八里等處行尚書省，哈密屬之，並封察合台的後裔兀納失里為肅王，哈密成為他的封地。當時稱伊州為哈密力，從此哈密之名便沿用至今。
明洪武十三年（1380年），兀納失里開始向明朝納貢，封哈密國王。永樂二年（1404年）六月，兀納失里弟安克帖木兒遣使朝貢，封忠順王。永樂三年（1405年）春，安克帖木兒被鬼力赤毒死，兄子脫脫幼时被俘入中国，遣使送还，命袭王爵，管辖西域回回、畏兀儿、哈剌灰（瓦剌後裔）。
永樂四年（1406年）三月，置哈密衛，以馬哈麻火者等為指揮、千戶和百户等官，又以漢人周安為忠順王長史，劉行為紀善，輔導忠順王，哈密國成為設有明朝羈縻衛所的王國。永樂八年（1410年），脱脱死，弟免力帖木兒於次年十月襲位，封忠义王，赐印诰玉带，命世守哈密。

明朝关西八卫

永樂十二年（1414年），行在吏部验封司员外郎陈诚出使西域，归国后著《西域番国志》，其中《哈密》章云：「哈密城居平川中，周围三四里，惟东北二門。人民数百，住矮土房。城东有溪流，水西南流。果林二三处，种楸杏而已……蒙古、回回杂处于此，衣服礼俗各有不同」。
洪熙元年（1425年），免力帖木兒死，脱脱子卜答失里於宣德元年（1426年）襲位，封忠順王。宣德三年（1428年），因為卜答失里年幼，不能勝任，於是封免力帖木兒子脫歡帖木兒為忠義王，二王並貢。
之後歷數任國王，正德八年（1513年），哈密被吐魯番汗國吞併；正德十年（1515年），吐鲁番正式吞并哈密，明朝派使臣交涉无果，朝廷议而不决最终放弃了哈密卫，后吐鲁番以哈密为跳板不断侵扰嘉峪关内的明朝本土。

## 歷代哈密衛都督
- 兀納失里：察合台后裔，1380年—1393年在位
- 安克帖木兒：兀纳失里弟，1393年—1405年3月在位，1404年6月被封为忠顺王
- 脱脱：安克帖木儿兄子，1405年3月—1411年3月在位（忠顺王）
- 免力帖木兒：脱脱弟，1411年3月—1425年12月在位（忠顺王），14年；1411年10月被封为忠义王，1411年10月—1427年9月在位
- 卜答失里：脱脱子，1425年12月—1439年12月在位（忠顺王）
- 脱欢帖木儿：免力帖木儿之子，1427年9月—1437年11月在位（忠义王）
- 脱脱塔木儿：脱欢帖木儿之子，1437年11月—1439年在位（忠义王）
- 哈力锁鲁檀：卜答失里子，1439年12月—1457年8月在位（忠顺王）
- 卜列革：哈力锁鲁檀弟，1457年9月—1460年3月在位（忠顺王）
- 努溫答失里：卜答失里妻，1460年3月—1472年11月在位（王母）
- 把塔木儿：脱欢帖木儿外甥，1466年—1472年11月在位（忠顺王）
- 罕慎：把塔木儿之子，1472年11月—1488年在位（忠顺王）
- 奄克孛剌：罕慎弟，1488年—1497年12月在位（忠顺王）
- 陕巴：脱脱近親從孫，1492年2月—1493年4月、1497年12月—1505年10月在位（忠顺王）
- 拜牙即：陕巴子，1505年10月—1513年8月在位（忠顺王）

## 外部連結
[在维基数据编辑]
 《欽定古今圖書集成·方輿彙編·邊裔典·哈密部》，出自陈梦雷《古今圖書集成》
 《欽定古今圖書集成·方輿彙編·邊裔典·哈梅里部》，出自陈梦雷《古今圖書集成》
 《明史卷三百三十》，出自《明史》